# Signe Theill

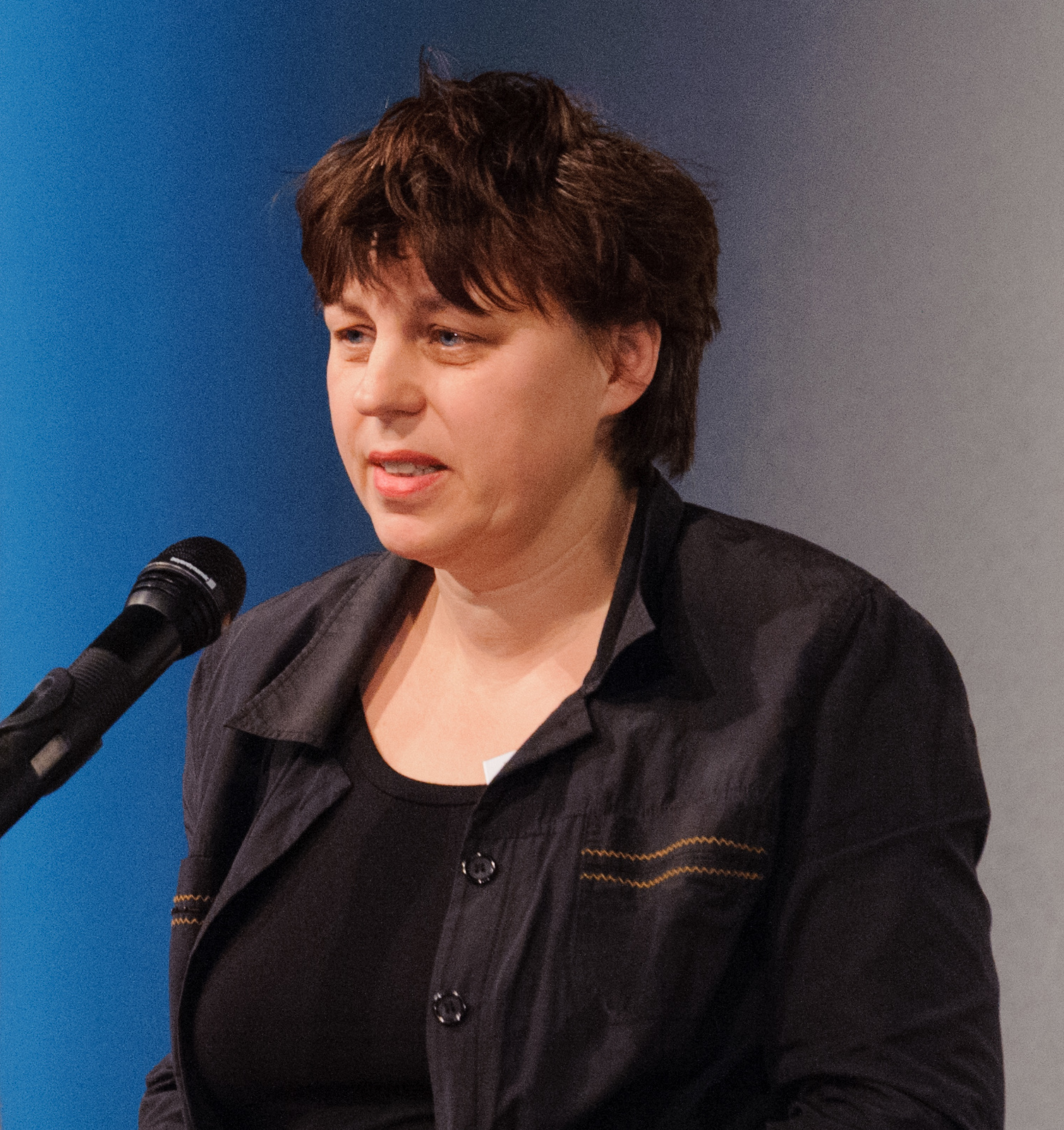
Signe Theill, 2012

Signe Theill (* 1960 in Düsseldorf) ist eine deutsche Installationskünstlerin, die in Berlin lebt und arbeitet.

## Leben und Werk
Signe Theill studierte von 1980 bis 1987 an der Hochschule für Bildende Künste Hamburg bei Claus Böhmler.
„Der Schiffsteppich“ ist ein Objekt aus Papier, welches 1982 auf der documenta 7 in Kassel ausgestellt wurde. Die Fotoarbeit „Soweit das Auge trägt“ ruft bei dem Betrachter zunächst die Illusion hervor, er würde vor einer Schafherde stehen. Die Objekte bestehen aus doppelseitig auf Aluminium aufgezogenen Fotos in Form von Schafen, auf denen Schafe abgebildet sind. Die Installation wurde für den Rundhof des Rathauses Wilmersdorf konzipiert. Der Arbeitszyklus „Nature Morte“ (1989 bis 1994) hat die Naturzerstörung zum Thema.
2003 kuratierte Signe Theil die Ausstellung double bind im Künstlerhaus Bethanien, Berlin.
Bei dem feministischen Dokumentarfilm Mitten im Malestream von Helke Sander wirkte Signe Theill 2005 mit.

## Gruppenausstellungen (Auswahl)
- 2006: Match of the Day Galerie im Körnerpark, Berlin
- 2000: Artistenmetaphysik–Friedrich Nietzsche in der Kunst der Nachmoderne Haus am Waldsee, Berlin
- 1995: (Landschaft) mit dem Blick der 90er Jahre Mittelrhein-Museum, Koblenz
- 1991: Interferenzen: Kunst aus Westberlin: 1960–1990 Lettisches Nationales Kunstmuseum, Riga
- 1982: documenta 7, Kassel[4]